# Archaeromma minutissimum
Archaeromma minutissimum is een vliesvleugelig insect uit de familie Mymarommatidae. De wetenschappelijke naam is voor het eerst geldig gepubliceerd in 1937 door Brues.